# Erik Kühnau
Erik Kühnau (født 2. maj 1932, død 4. juli 2022) var en dansk skuespiller, der blev uddannet på Det kongelige Teaters Elevskole i 1958 og fik kontrakt med teatret de følgende fem år. Han foretog studierejser til både England, Frankrig, Bulgarien og Polen. Senere kom han til Det ny Teater og var i 1963-1974 direktør for Ungdommens Teater samt lærer ved Statens Teaterskole 1969-1972 og sidenhen ved Odense Teater. I tv har han medvirket i serierne En by i provinsen og i Matador.

## Filmografi
- Vi er allesammen tossede – 1959
- Gøngehøvdingen – 1961
- Drømmen om det hvide slot – 1962
- Weekend – 1962
- Dronningens vagtmester – 1963
- Een pige og 39 sømænd – 1965
- Brødrene på Uglegården – 1967
- Stormvarsel – 1968
- Oktoberdage – 1970
- Strømer – 1976
- Den dobbelte mand – 1976
- Hærværk – 1977